# コネクタ
コネクタ（英: connector）とは、電線同士を接続し、ひとつの回路にするために用いられる部品または器具である。
コネクタを用いると、手もしくは簡易的な工具を用いて容易に電線を接続することができ、合わせて切り離しも繰り返し可能である。
光コネクタは、光ファイバケーブルと接続し光信号を伝えるための部品を指す。

## 形状

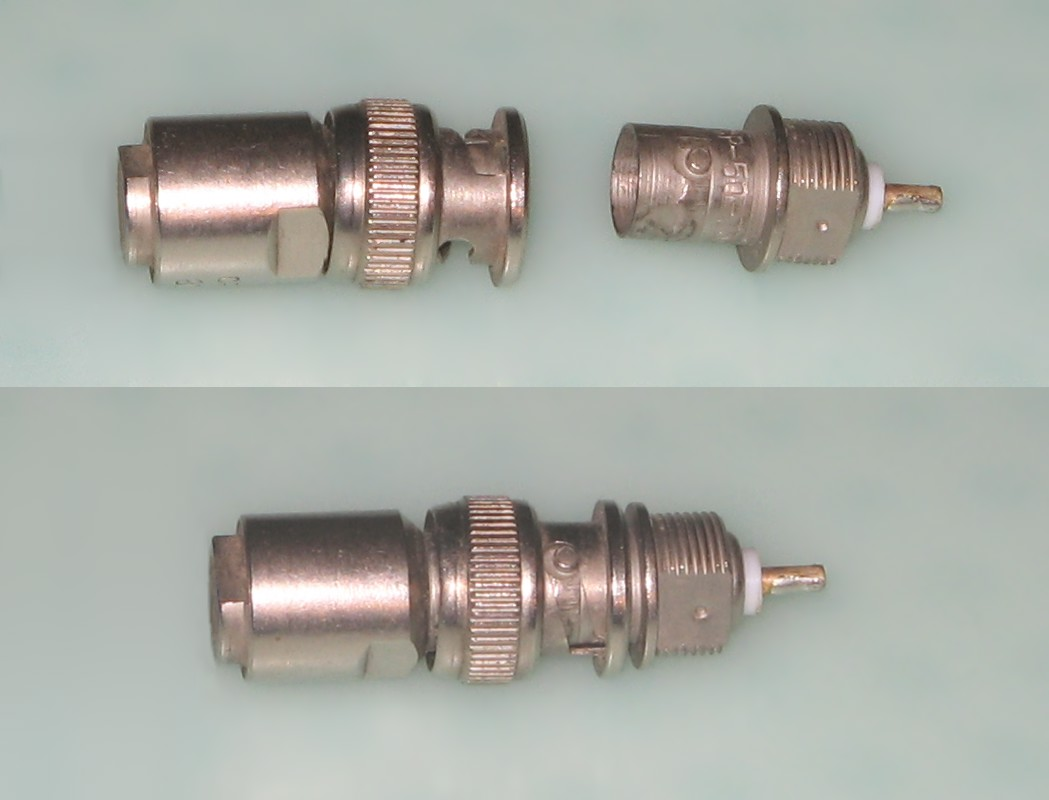
左：BNCプラグ 右：BNCレセプタクル
下は結合状態

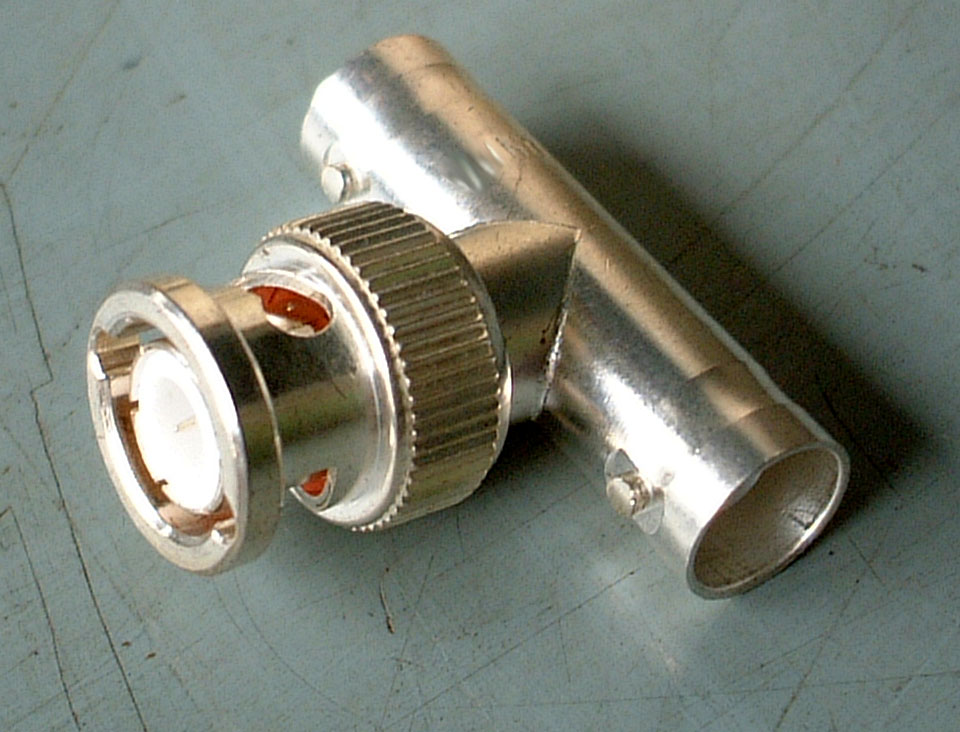
BNC T分岐アダプタ

形状により以下のように分類される。
- 接栓

ケーブルに取り付けられる側のコネクタである。接栓は、開口部形状により、プラグ、ジャックに分類される。プラグとジャック、プラグとレセプタクルの組合せで結合可能。
- 接栓座

機器、パネル等に取り付けられる側のコネクタである。レセプタクルはジャックと同じ開口部を持ち、プラグと結合可能。ケーブル取り付けタイプのパネルジャック、開口部がプラグ形状のプラグレセプタクルもある。
- アダプタ

異なる種類のコネクタを互いに接続するためのコネクタである。ケーブルの方向を変更するための「L字型タイプ」や、配線を分岐するためのコネクタや空端子につける「終端型タイプ」などがある。

### オスとメス
接続部が凸になっている、もしくは芯線が飛び出している側が「オス（"male"）」あるいは「ピンインサート」等と呼ばれる。一般に挿す側。
逆に、凹になっている側、芯線が入る穴があいている側が「メス（"female"）」あるいは「ソケットインサート」等と呼ばれる。一般に挿される側。
コネクタの型番にM/Fの表記を用いてオス/メスの区分を明示している物がある。
極性（電極の+/-）とオス・メスとの関係が、規格（標準）によってしっかり定められている場合もあるが、定まっていない場合がある。例えば、ACアダプタでしばしば用いられている外径5.5 mm内径2.1 mm（5.5 mm x 2.1 mm）の丸型コネクタは、数十年ほど前は、内側と外側のどちらを+とするかのルールがなく、極性が逆のコネクタが混在していた。その結果、極性が逆のコネクタを接続してしまい機器が故障してしまうこともあった。
そこで、極性を統一しようという動きが生まれ、5.5 mm x 2.1 mmなどの丸型コネクタに関しては「内側は+、外側は-」でおおむね統一された。だが楽器用のACアダプタについては、そうした統一の動きが起きる以前に内側が-のものが普及していてほぼ統一状態であったため、極性を統一する動きが起きた後も逆極性のものを使いつづけ製造しつづける、という事態になった。
そうした混乱や不便を教訓として、コネクタの規格を定める時には、あらかじめ電極の+/-の極性も定めることが多くなった。例えば、近年ACアダプタに用いられることが増えたEIAJコネクタは内側が+で統一されている。規格によって極性まで定められているコネクタを「極性統一プラグ」と言う。

### プラグ・レセプタクル（ジャック）
「プラグ」 / 「レセプタクル（ジャック）」は、原則的には「オス / メス」とは別概念であり相互対応しない。
しかしながら、規格上対応するケースも少なくない「プラグ：オス」「レセプタクル（ジャック）：メス」

## 用途別の分類

### 音声・映像用コネクタ
フォンコネクタ（標準・ミニ・マイクロ（ミニミニ））

主に音声信号用に用いられる。プラグの直径が6.3mm、3.5mm、2.5mmの3種類、それぞれモノラル・ステレオ用がある。一般に6.3mmを「標準プラグ /ジャック」、3.5mmを「ミニプラグ /ジャック」、2.5mmを「マイクロプラグ / プラグ（ミニミニプラグ /ジャック）」と呼ぶことが多い。ジャックには、プラグを差し込むと接続が切れる接点が設けられており、内蔵スピーカー等との切り換えができるようになっているものもある。標準プラグ・ジャックは、楽器や一部のマイクやヘッドホンなど、ミニプラグ/ジャック、マイクロ（ミニミニ）プラグ/ジャックはパソコンやポータブル機器に用いられることが多い。
RCAコネクタ（RCAプラグ、ピンプラグ・ジャック）

音声・映像信号用のコネクタで、民生用AV機器のほとんどに用いられている。映像用が黄（コンポジット）、音声の左チャンネルが白、右チャンネルが赤と決められている。モノラルの場合は黒である。S/PDIFのようにデジタル音声信号を流すものもある。
DINコネクタ
音声の入出力あるいは電子楽器のMIDI端子として5ピンの物が用いられる。
ミニDINコネクタ
映像信号のS端子用として、4ピンの物が用いられる。
XLRタイプコネクター（キャノンコネクタ）
業務用音響機器で標準的に用いられる音声用コネクタ。特にマイクロフォンの接続では標準的なコネクターである。

### 通信用コネクタ

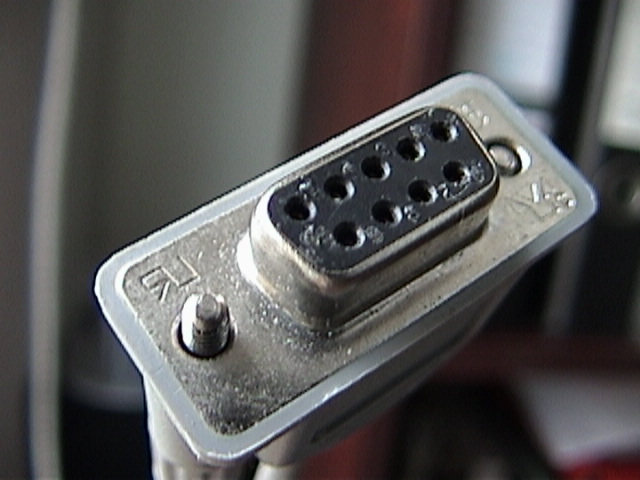
RS-232C (9pin) のコネクタ

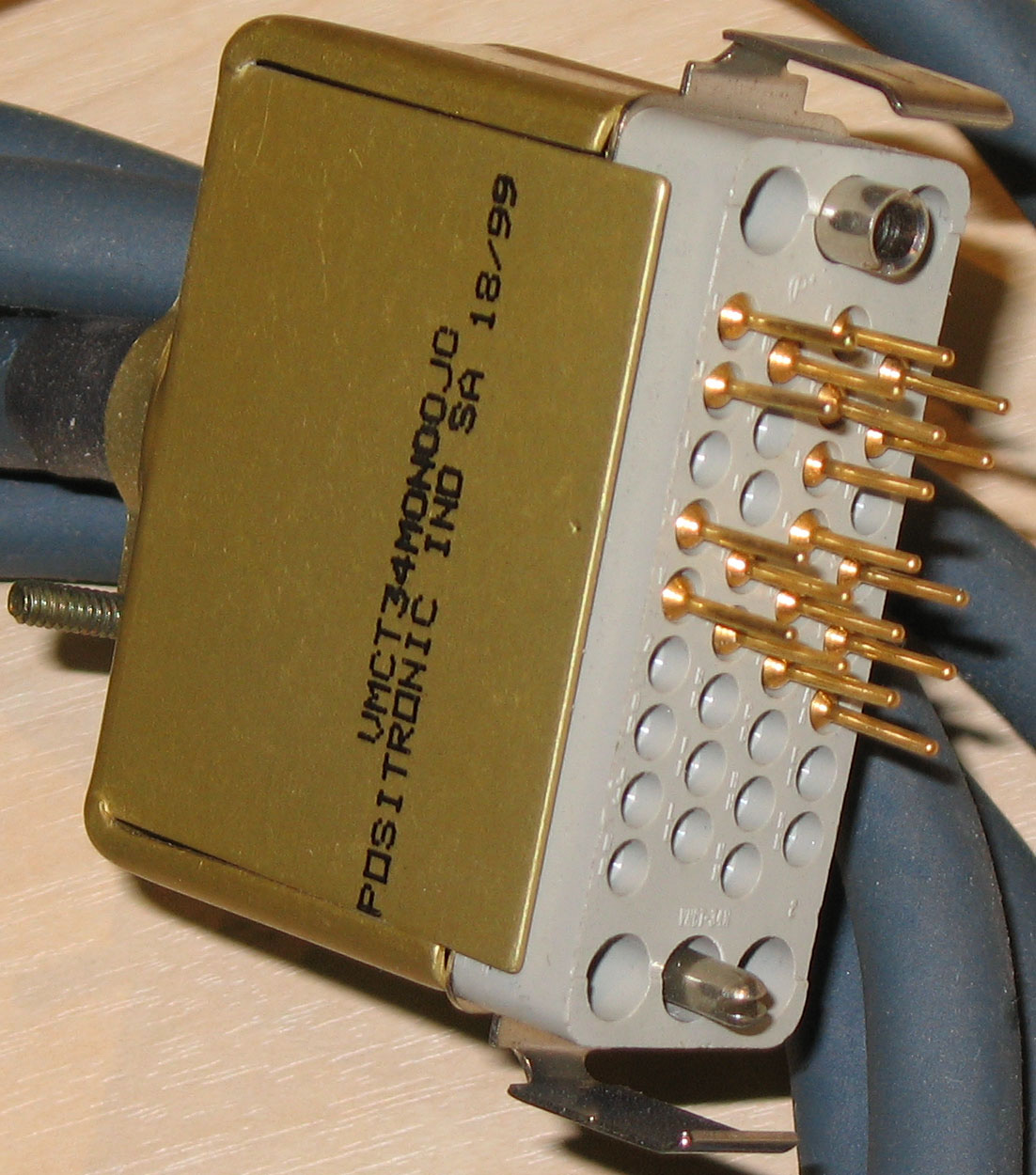
V35コネクタ

- モジュラープラグ・ジャック (RJ-11)
- DSコネクタ
- FCコネクタ
- LAN端子 (RJ-45)
- LCコネクタ
- MPOコネクタ
- MTコネクタ
- MUコネクタ
- RS-232C (D-Sub 25pin, 9pin)
- SCコネクタ
- V.35コネクタ

### コンピュータ用コネクタ
- USBコネクタ
- IEEE 1394コネクタ
- D-Subコネクタ

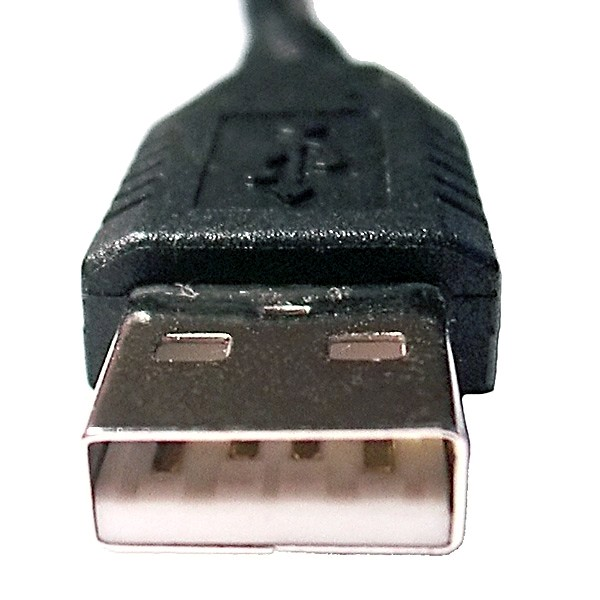
USBのコネクタ

- リボンコネクタ（アンフェノール型コネクタ）
- エッジ・コネクタ
- PS/2コネクタ
- DINコネクタ

### 電源用コネクタ

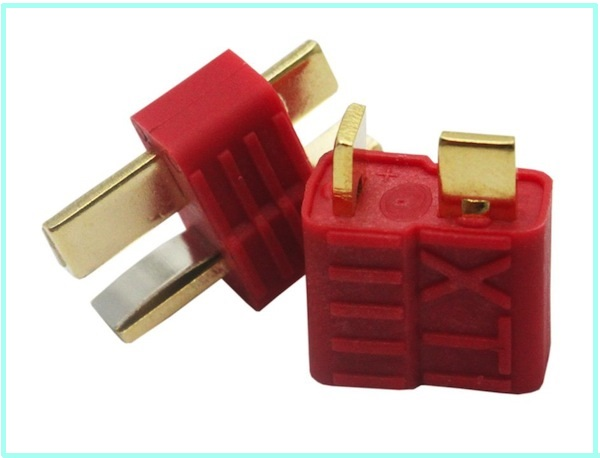
T型2Pコネクタ

電源を供給する為のコネクタ、電子・電気機器用としては以下のものがある。
- AC電源用コネクタ:配線用差込接続器（コンセント）、商用電源（日本では交流100V）を機器へ接続する為のもの。
- DC電源用コネクタ:商用電源からACアダプタと呼ばれる機器で降圧整流（電圧安定化）した2次側のものを機器へ接続する為のもの。従来極性や寸法がまちまちで混同し機器の故障を起こす事も多くEIAJにより規格化された。同心円に配置された2極の導体を接触させる物が多いが2極以上としたものや、電極がピン形状の物など多種存在する。

DC電源用としてEIAJにより規格化されたものは中心電極がプラス極、外周電極がマイナス極となっていて、電圧区分で大きさを変えることで誤接続ができない構造となっている。ACアダプタは機器の専用のものを使う必要があり破損等の理由で再購入する場合は機器指定の物を購入すること。ACアダプタにより降圧しただけの交流を接続するものも存在する。

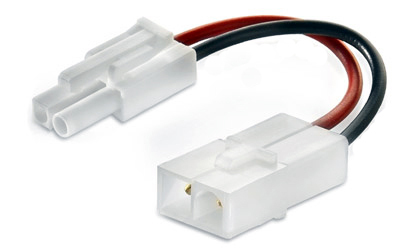
タミヤコネクタ
製造は日本圧着端子製造株式会社であるが、タミヤが自社製品のRCカーに採用した事で、通称としてタミヤコネクタと呼ばれるようになった。プラス側が正方形、マイナス側は丸みを帯びた形で、逆接続を防止している。最大定格電流は15A、最大定格電圧は300V。
T型2Pコネクタ
タミヤコネクタより許容電流が大きく、ラジコンなどによく採用されている。電源側をメスコネクタとするのが通例。最大許容電流は50A。
XTコネクタ
対応電流によってXT30・XT60・XT90といったバリエーションがあり、XT60が一般的。マルチコプターのリポバッテリーによく採用されている。XT60の耐電流は80A以上。

### 同軸コネクタ

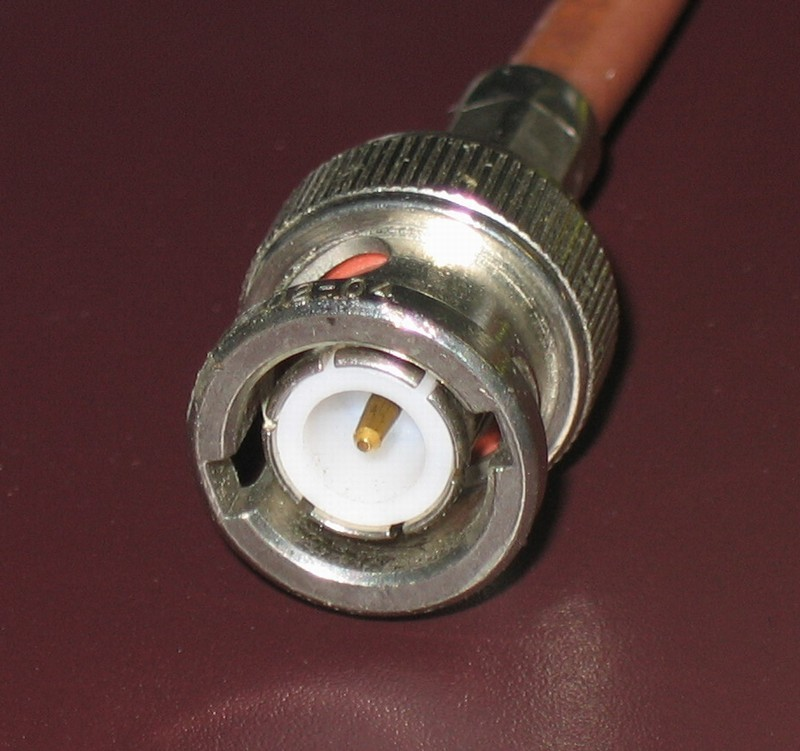
BNCプラグコネクタ

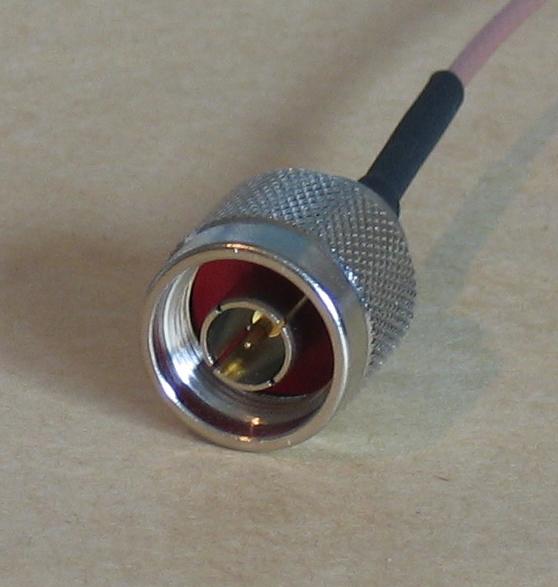
Nプラグコネクタ

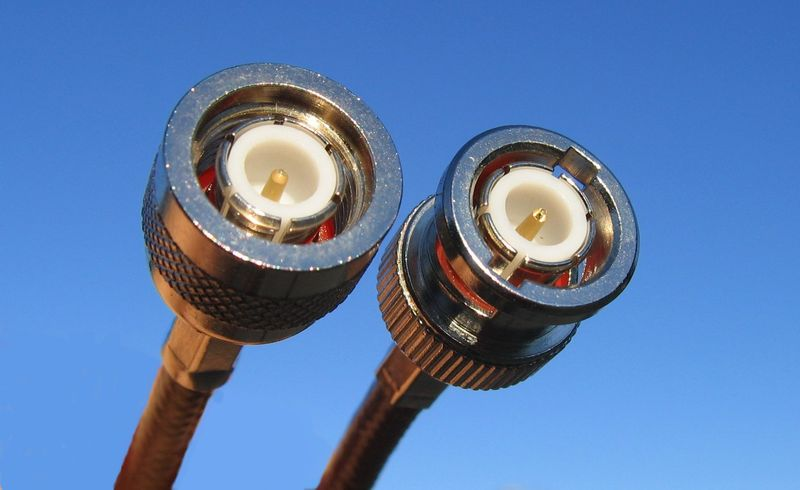
左：TNCプラグ 右：BNCプラグ

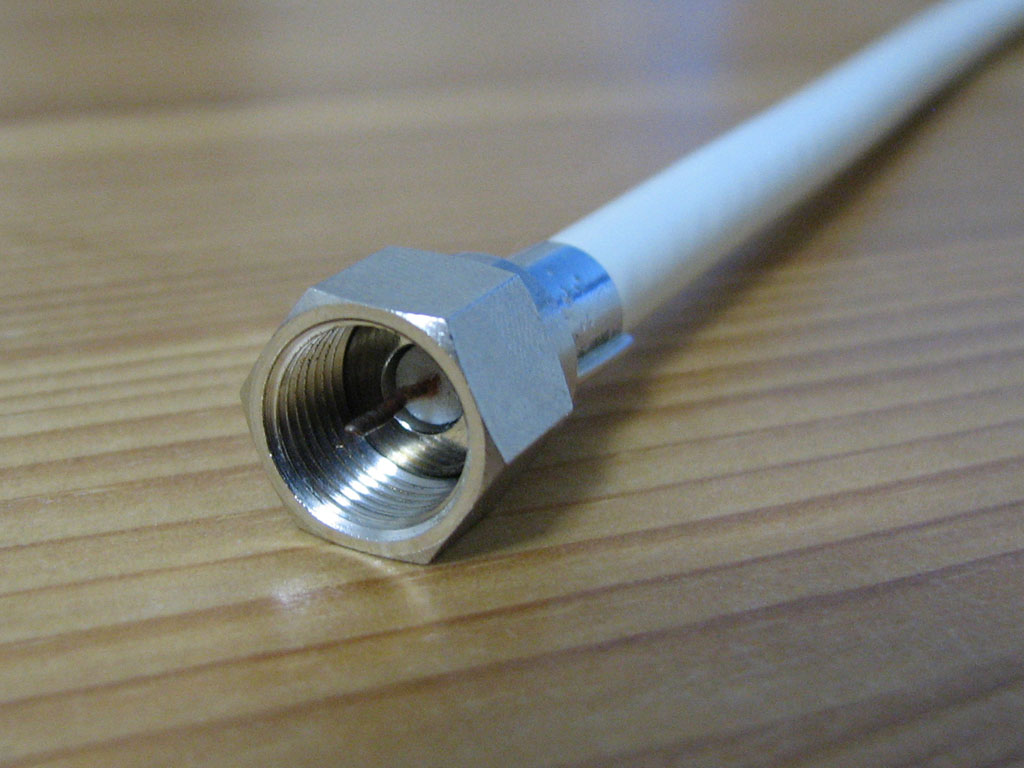
F型コネクタ（ネジ切りあり）

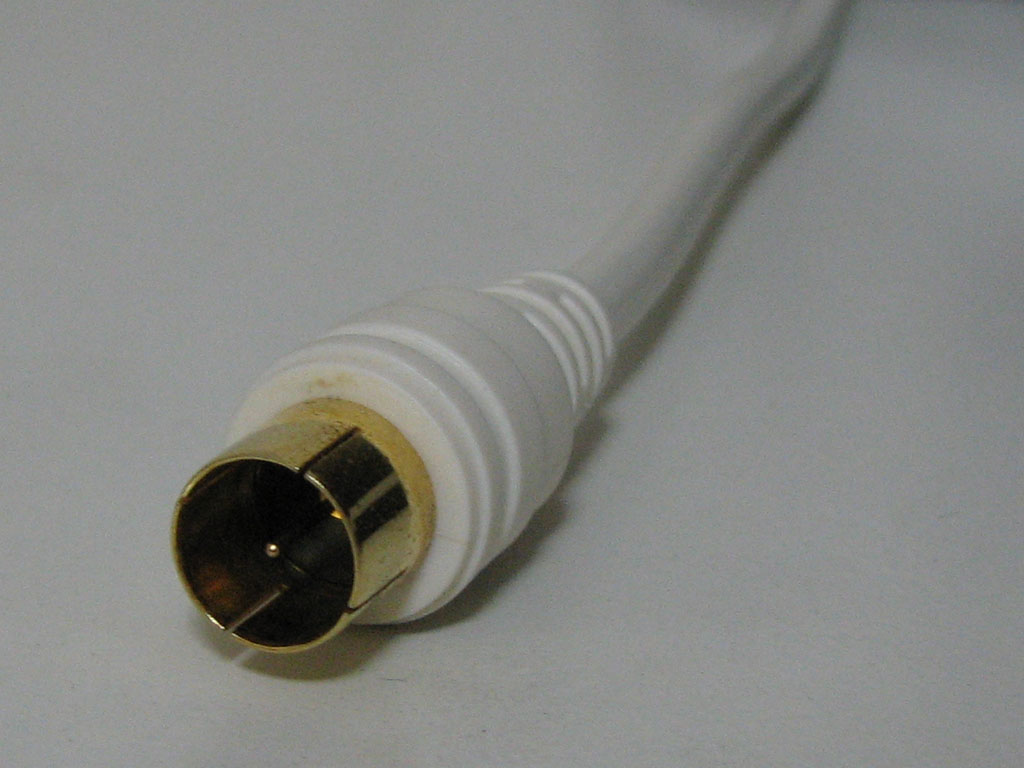
F型コネクタ（ネジ切りなし）

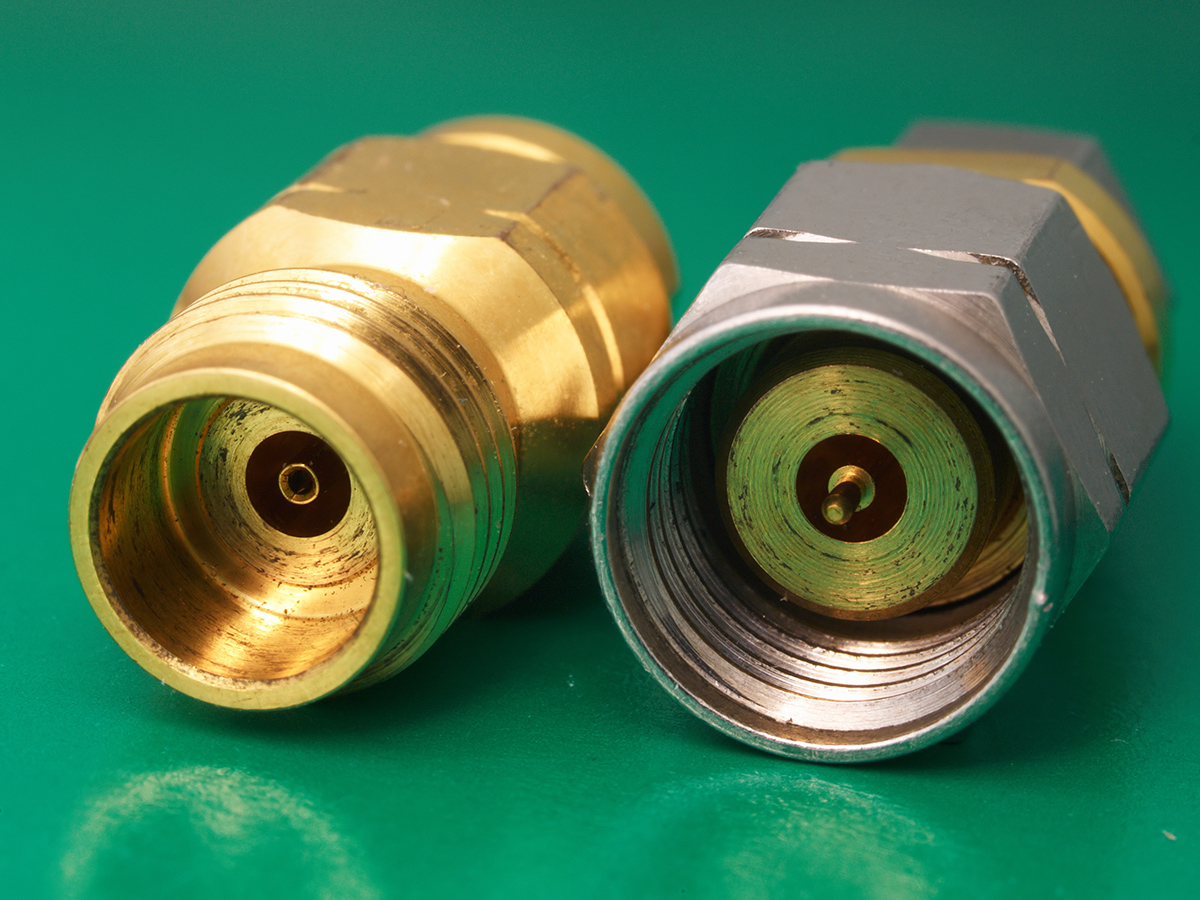
APC1.85コネクタ（Vコネクタ）

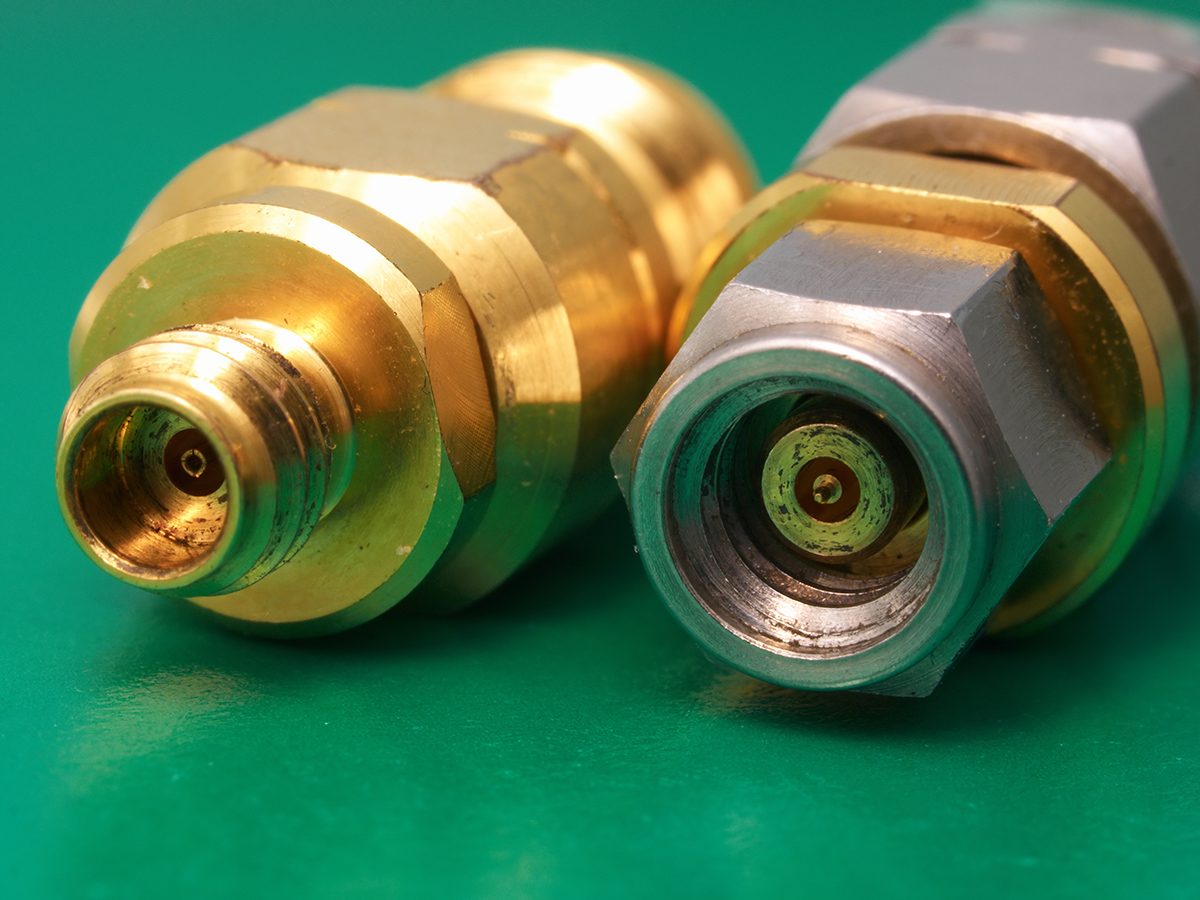
W1コネクタ

同軸ケーブルを接続するためのコネクタである。
BNCコネクタ
Bayonet Neill Concelman（Baby-series N Connector、British Naval Connectorなど、諸説ある）の頭字語であるため、英文字C とそれに続く片仮名語句コネクタ は字義が重複しているが日本国内においてはこの呼称が定着している。周波数特性が比較的良く、小型にできるため計測用、通信用、映像信号用などに最も多く使われている。ネジを使わず、一挙動で簡単にロックできる機構（バヨネットタイプ）を持つため着脱が容易である。太い同軸ケーブルには不向きであり、適合同軸ケーブルは1.5D～5Dである。計測用、通信用では特性インピーダンスが50Ωのものが標準であるが、映像信号用では75Ωのものが使用されコンタクトピンの径が50Ωのものより細い。適用周波数上限は製品により異なるが、～4GHzまでを想定している。
M型コネクタ
主に無線通信・計測機器に古くから使われているコネクタ。特性インピーダンスが規定されていないため安価であり、VHF帯以下の周波数で用いられるが、パーソナル無線用としてインピーダンスが50Ωのものもある。自動車用アンテナの基台に多く用いられている。ハムショップ（アマチュア無線機販売店）などでは、フォネティック・コードを用いてマイク (Mike) コネクタと呼ぶことがある（マイクロフォン用コネクタとの混同に注意 こちらは「マイクプラグ」「―ジャック」と呼ばれる）。300MHz以上の伝送には不向きである。ただし、コストと性能のバランスからアマチュア無線では、DC～430MHzまで多用されている。
N型コネクタ
主に無線通信・計測機器に用いられているコネクタ。周波数特性が良く、主にUHF帯に用いられている。1940年代に米ベル研究所のポール・ニールによって発明されたので彼の名を記念した。特性インピーダンスが50Ωのものが標準であるが、75Ωの物もありコンタクトピンの径が50Ωの物より細い。NTT仕様のものはS型コネクタと呼ばれる。基地局用途などにトルクレンチでの締結を可能にしたものもある。軍事的な用途を想定して1GHzまでの電気信号を伝送することができるように当初設計された。現在は、適用周波数上限は製品により異なるが、～18GHzまでを想定している。上記M型コネクタとの対比で、やはりナンシー（Nancy）コネクタと呼ばれることもある。「エム」と「エヌ」の聞き違いを防ぐ意味合いもある。
TNCコネクタ
BNCコネクタのロック機構をネジ式にしたものである。N形コネクタよりも小型で、SMAコネクタよりも取り扱いが容易であるため、自動車電話用無線機のアンテナの接続などに用いられている。
F型コネクタ
テレビの受信用に用いられるコネクタ。特性インピーダンスは75Ωである。ネジ式のものとそうでないものが存在し、ネジ式のものをF型コネクタ、そうでないものをストレートプラグ・クイックプラグなどと区別する場合がある。詳細はF型コネクタを参照のこと。
SMAコネクタ
主にマイクロ波の無線通信機器に古くから使われているコネクタ。特性インピーダンスは50Ωである。適用周波数上限は製品により異なるが、～18GHzまでを想定している。締結には専用のトルクレンチが用いられる。「Sub Miniature Type A」の略。
また、主に無線LAN機器の外付けアンテナに接続できるコネクタとして、SMA(R)が存在する。(R)はリバースの意味で、通常プラグ側にピンがあるところジャック側にピンがあり、プラグとジャックでピンが入れ替わっているところが特徴である。故意であれ過失であれ通信用のアンテナをつなぐと電波法違反となるため、これを阻止・防止する意味で考案された（法に基づく認定品以外は繋げない）。
SMBコネクタ
主に基板上など機内に使われているコネクタ。特性インピーダンスは50Ωである。「Sub Miniature Type B」の略。ねじではなく押し込むことによりロックされる機構をもつ。
SMCコネクタ
主に基板上など機内に使われているコネクタ。特性インピーダンスは50Ωである。「Sub Miniature Type C」の略。ねじで勘合される。
7mm/APC-7コネクタ
主に低い周波数のマイクロ波測定器のテストポートコネクタに使われている。特性インピーダンスは50Ωである。適用周波数上限は～18GHzまでを想定している。直接手で締結する。オスとメスの区別が無く、面で接触させる。他のコネクタを凌ぐ高い再現性、整合性、温度特性を有しているが、高価であるため測定器での使用が殆どである。
3.5mm/APC-3.5コネクタ
主にマイクロ波の無線通信機器に使われているコネクタ。特性インピーダンスは50Ωである。適用周波数上限は～26.5GHzまでを想定している。締結には専用のトルクレンチが用いられる。SMAに似ているがコネクタ部に白色の誘電体が見えないことで区別できる。SMAコネクタと嵌合互換性があるが、SMAコネクタの方が寸法精度の規定が緩いため、SMAコネクタと接続すると損傷を受けることがある。
2.92mm/Kコネクタ
主にミリ波の無線通信機器に使われているコネクタ。特性インピーダンスは50Ωである。適用周波数上限は～46GHzまでを想定している。締結には専用のトルクレンチが用いられる。
2.4mm/APC-2.4コネクタ
主にミリ波の無線通信機器に使われているコネクタ。特性インピーダンスは50Ωである。適用周波数上限は～50GHzまでを想定している。締結には専用のトルクレンチが用いられる。
1.85mm/Vコネクタ
主にミリ波の無線通信機器に使われているコネクタ。特性インピーダンスは50Ωである。適用周波数上限は～67GHzまでを想定している。締結には専用のトルクレンチが用いられる。
1mmコネクタ
主にミリ波の無線通信機器に使われているコネクタ。特性インピーダンスは50Ωである。適用周波数上限は～110GHzまでを想定している。締結には専用のトルクレンチが用いられる。
SMPコネクタ
主に通信機器や基板間接続に使われているコネクタ。高周波かつ省スペースを要する用途に使用される。特性インピーダンスは50Ωである。適用周波数上限は製品により異なるが、上限は～40GHzまでを想定している。ねじではなく押し込むことによりロックされるプッシュオンロック機構をもつ。
SMPMコネクタ
主に通信機器や基板間接続に使われているコネクタ。ミリ波かつ省スペースな用途に使用される。特性インピーダンスは50Ωである。適用周波数上限は製品により異なるが、上限は～65GHzまでを想定している。ねじではなく押し込むことによりロックされるプッシュオンロック機構をもつ。
MCXコネクタ
SMBコネクタより30%小さい。特性インピーダンスは主に50Ωである。適用周波数上限は～6GHzまでを想定している。ねじではなく押し込むことによりロックされる機構をもつ。GPS受信機やUSBワンセグチューナなどによく使われている。
MMCXコネクタ
MCXをさらに小さくしたもの。

### 丸形コネクタ
多芯ケーブルを接続するためのコネクタである。

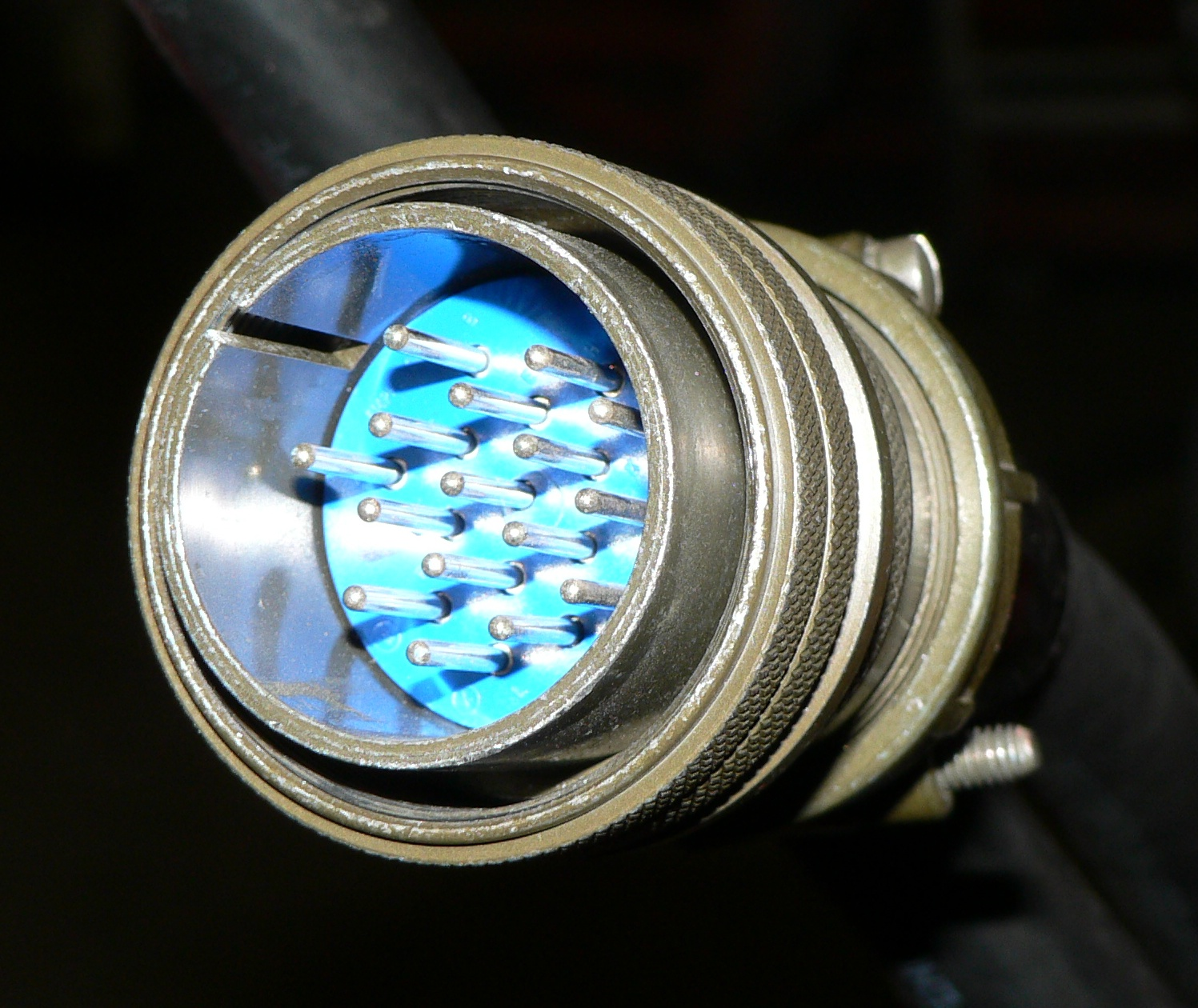
丸形16芯プラグコネクタ

日本ではPA現場で使われるマルチケーブル、機器の電源用、鉄道用に多用されている。

### 角形コネクタ
主にフラットケーブルを接続するためのコネクタである。

### 光コネクタ
光ファイバーコード（光ケーブル）を接続するためのコネクタである。
- SCコネクタ
- FCコネクタ
- STコネクタ
- LCコネクタ
- MTRJコネクタ
- MUコネクタ
- MTコネクタ
- MPOコネクタ

## 実装形態別の分類
これらのコネクタ類を使用する場合、誤配線を防止したり保守作業時安全に実施できるよう、工夫が必要である。以下にその実例を述べる。
多数の同一配線数の物を接続する場合（温度センサー等）
全部同一のコネクタを使用せず色分けされたもの（黄色-黄緑など類似色は好ましくない）を用いるか、3ピンコネクタの中抜き3ピンなどを使うか種類の異なるコネクタを用いる。
弱電と強電が共存する回路
誤って接続しないようピン間隔、太さ、大きさなどが全く異なる規格のコネクタを使用し物理的に誤接続できないようにする（異なるコネクタであってもピン間隔が2.54ミリメートルピッチの場合、偶然入ってしまうか嵌らなくても接触させ機器を破損する場合がある）。
容易に分解、復元できるようにする
良くある例として、10本の配線を10極のコネクタと4本を機器直結している場合や機器の穴に配線類を貫通させてしまっているために切り離しが出来ない事がある。その都度圧着接続などの作業が伴いコネクタの意味がない。
部品の個別チェックを容易に行えるように1末端機器1コネクタとする
例えばヒータ、サーモ、モータ、スイッチなど2本の配線の末端機器を1本共通4本独立の5ピンコネクタを使うのは好ましくない 絶縁不良となってしまった場合チェックしようにも2本が共通のためどれをチェックしても絶縁不良となり圧着接続部を切断分離してチェックを行う事になるのでこれもコネクタの意味がない。
基板間コネクタ
電子基板同士を直接、電気的・機械的に結合する目的で用いられるコネクタ。
- エッジ・コネクタ
- （角形ツーピース）DINコネクタ

基板対電線コネクタ
電子基板から配線を引き出す際に着脱を可能にする目的で用いられるコネクタ。
- MILコネクタ

電線対電線コネクタ
配線を延長したり、一部分を切り離せるようにする目的で用いられるコネクタ。

## 日本のコネクタメーカー
- アイティティキャノン
- I-PEX
- 青森フジクラ金矢
- アベニールウィンテック
- アンフェノールジャパン
- イリソ電子工業
- SMK
- オムロン
- カナレ電気
- KMCO 川島製作所
- 協栄線材
- 京セラ
- ケル
- スタック電子
- 住友電装
- タイコエレクトロニクスジャパン
- 第一電子工業
- ダイトロン
- 多治見無線電機
- 七星科学研究所
- 二幸電気工業
- 日本圧着端子製造
- 日本オートマチックマシン
- 日本航空電子工業
- 日本コネクト工業
- 日本端子
- 日本モレックス
- ノーブル無線
- パナソニック
- ハーティング
- ヒサワ技研
- ヒロセ電機
- フエニックス・コンタクト
- 古河電工パワーシステムズ
- ホシデン
- 本多通信工業
- ミツミ電機
- 矢崎総業
- 山一電機
- ユウエツ精機
- レモジャパン

（五十音順）